# Harg
Harg är ett fornsvenskt ord med betydelsen kultplats, offeraltare, men också en allmännare betydelse av sten eller stenhög (hörg och härg).På fornvästnordiska skrivs det hǫrgr, på modern isländska hörgur och på forndanska hørg. 

## Platser
Ordet förekommer ensamt eller som del i ortnamn.
- Harg, Östhammars kommun
- Harg, Norrtälje kommun
- Harg, Nyköpings kommun
- Harg, Sigtuna kommun
- Harg, Västerviks kommun
- Västra Harg, Mjölby kommun
- Östra Harg, Linköpings kommun

Ordet harg förekommer även i förvrängd form i vissa ortnamn:
- Herrljunga (uttalas harg-unga på den lokala dialekten.
- Härja socken (1397 stavat Hargh sokn)
- Hörby (sammansatt av forndanskans hørg och by)
- Hörja (1413 stavat Hørgh)
- Höör (på 1160-talet stavat Hørg)
- Odensala socken (1286 stavat Othinsharg, "Odens harg")
- Torshälla (1252 stavat Thorsharchum, "Tors harg")
- Hårga (1324 stavat Horghum)